# Слевуца
Слевуца (рум. Slăvuța) — село у повіті Горж в Румунії. Входить до складу комуни Крушец.
Село розташоване на відстані 193 км на захід від Бухареста, 49 км на південний схід від Тиргу-Жіу, 42 км на північ від Крайови.

## Населення
За даними перепису населення 2002 року у селі проживали 755 осіб, усі — румуни. Усі жителі села рідною мовою назвали румунську.